# Eurepa
Eurepa is een geslacht van rechtvleugeligen uit de familie krekels (Gryllidae). De wetenschappelijke naam van dit geslacht is voor het eerst geldig gepubliceerd in 1869 door Walker.

## Soorten
Het geslacht Eurepa omvat de volgende soorten:
- Eurepa eeboolaga Otte & Alexander, 1983
- Eurepa marginipennis White, 1841
- Eurepa noarana Otte & Alexander, 1983
- Eurepa nurndina Otte & Alexander, 1983
- Eurepa quabara Otte & Alexander, 1983
- Eurepa tanderra Otte & Alexander, 1983
- Eurepa wirkutta Otte & Alexander, 1983
- Eurepa woortooa Otte & Alexander, 1983
- Eurepa yumbena Otte & Alexander, 1983